# Білий Ваг
Білий Ваг (словац. Biely Váh) — річка, права притока Вагу, в Попрадському окрузі і окрузі Ліптовський Мікулаш.
Довжина — 30.3 км; площа водозбору — 136 км².
Витік знаходиться на висоті близько 2020 метрів біля гори Крівань.
Впадає у Ваг при селі Кральова Легота на висоті 663 метри.
| Словаччина | Це незавершена стаття з географії Словаччини. Ви можете допомогти проєкту, виправивши або дописавши її. |

| Річка | Це незавершена стаття про річку. Ви можете допомогти проєкту, виправивши або дописавши її. |